# Harvasaari (ö i Päijänne-Tavastland)
Harvasaari är en ö i Finland. Den ligger i sjön Vesijärvi och i kommunen Lahtis i den ekonomiska regionen  Lahtis ekonomiska region  och landskapet Päijänne-Tavastland, i den södra delen av landet, 100 km norr om huvudstaden Helsingfors. Öns area är 0,2 hektar och dess största längd är 150 meter i sydväst-nordöstlig riktning.